# Kvalspelet till Europamästerskapet i fotboll 2020 (grupp C)
Kvalspelet till Europamästerskapet i fotboll 2020 (grupp C) spelades från den 21 mars till den 19 november 2019, grupp C består av fem nationer, Estland, Nederländerna, Nordirland, Tyskland och Vitryssland.

## Tabell
| Nr | Lag           | S | V | O | F | GM | IM | MS  | P  |
| -- | ------------- | - | - | - | - | -- | -- | --- | -- |
| 1  | Tyskland      | 8 | 7 | 0 | 1 | 30 | 7  | +23 | 21 |
| 2  | Nederländerna | 8 | 6 | 1 | 1 | 24 | 7  | +17 | 19 |
| 3  | Nordirland    | 8 | 4 | 1 | 3 | 9  | 13 | −4  | 13 |
| 4  | Vitryssland   | 8 | 1 | 1 | 6 | 4  | 16 | −12 | 4  |
| 5  | Estland       | 8 | 0 | 1 | 7 | 2  | 26 | −24 | 1  |

## Matcher
Alla tider står i lokal tid.
| 1           | 21 mars 2019 | Nederländerna                                                            | 4 – 0           | Vitryssland | Feijenoordstadion                                       |                                                         |
| 20:45 UTC+1 | 20:45 UTC+1  | Memphis Depay 1′, 55′ (str.) Georginio Wijnaldum 21′ Virgil van Dijk 86′ | (2 – 0) Rapport |             | Rotterdam Publik: 38 604 Domare: Davide Massa (Italien) | Rotterdam Publik: 38 604 Domare: Davide Massa (Italien) |
| 20:45 UTC+1 | 20:45 UTC+1  |                                                                          |                 |             | Rotterdam Publik: 38 604 Domare: Davide Massa (Italien) | Rotterdam Publik: 38 604 Domare: Davide Massa (Italien) |
| 20:45 UTC+1 | 20:45 UTC+1  |                                                                          |                 |             | Rotterdam Publik: 38 604 Domare: Davide Massa (Italien) | Rotterdam Publik: 38 604 Domare: Davide Massa (Italien) |

| 2           | 21 mars 2019 | Nordirland                               | 2 – 0           | Estland | Windsor Park                                         |                                                      |
| 19:45 UTC±0 | 19:45 UTC±0  | Niall McGinn 56′ Steven Davis 75′ (str.) | (0 – 0) Rapport |         | Belfast Publik: 18 176 Domare: Ivan Bebek (Kroatien) | Belfast Publik: 18 176 Domare: Ivan Bebek (Kroatien) |
| 19:45 UTC±0 | 19:45 UTC±0  |                                          |                 |         | Belfast Publik: 18 176 Domare: Ivan Bebek (Kroatien) | Belfast Publik: 18 176 Domare: Ivan Bebek (Kroatien) |
| 19:45 UTC±0 | 19:45 UTC±0  |                                          |                 |         | Belfast Publik: 18 176 Domare: Ivan Bebek (Kroatien) | Belfast Publik: 18 176 Domare: Ivan Bebek (Kroatien) |

| 3           | 24 mars 2019 | Nederländerna                          | 2 – 3           | Tyskland                                        | Johan Cruijff Arena                                          |                                                              |
| 20:45 UTC+1 | 20:45 UTC+1  | Matthijs de Ligt 48′ Memphis Depay 63′ | (0 – 2) Rapport | 15′ Leroy Sané 34′ Serge Gnabry 90′ Nico Schulz | Amsterdam Publik: 51 694 Domare: Jesús Gil Manzano (Spanien) | Amsterdam Publik: 51 694 Domare: Jesús Gil Manzano (Spanien) |
| 20:45 UTC+1 | 20:45 UTC+1  |                                        |                 |                                                 | Amsterdam Publik: 51 694 Domare: Jesús Gil Manzano (Spanien) | Amsterdam Publik: 51 694 Domare: Jesús Gil Manzano (Spanien) |
| 20:45 UTC+1 | 20:45 UTC+1  |                                        |                 |                                                 | Amsterdam Publik: 51 694 Domare: Jesús Gil Manzano (Spanien) | Amsterdam Publik: 51 694 Domare: Jesús Gil Manzano (Spanien) |

| 4           | 24 mars 2019 | Nordirland                        | 2 – 1           | Vitryssland        | Windsor Park                                            |                                                         |
| 19:45 UTC±0 | 19:45 UTC±0  | Jonny Evans 30′ Josh Magennis 87′ | (1 – 1) Rapport | 33′ Ihar Stasevich | Belfast Publik: 18 188 Domare: Paweł Raczkowski (Polen) | Belfast Publik: 18 188 Domare: Paweł Raczkowski (Polen) |
| 19:45 UTC±0 | 19:45 UTC±0  |                                   |                 |                    | Belfast Publik: 18 188 Domare: Paweł Raczkowski (Polen) | Belfast Publik: 18 188 Domare: Paweł Raczkowski (Polen) |
| 19:45 UTC±0 | 19:45 UTC±0  |                                   |                 |                    | Belfast Publik: 18 188 Domare: Paweł Raczkowski (Polen) | Belfast Publik: 18 188 Domare: Paweł Raczkowski (Polen) |

| 5           | 8 juni 2019 | Estland                  | 1 – 2           | Nordirland                             | A. Le Coq Arena                                          |                                                          |
| 19:00 UTC+3 | 19:00 UTC+3 | Konstantin Vassiljev 25′ | (1 – 0) Rapport | 77′ Conor Washington 80′ Josh Magennis | Tallinn Publik: 8 378 Domare: Fabio Verissimo (Portugal) | Tallinn Publik: 8 378 Domare: Fabio Verissimo (Portugal) |
| 19:00 UTC+3 | 19:00 UTC+3 |                          |                 |                                        | Tallinn Publik: 8 378 Domare: Fabio Verissimo (Portugal) | Tallinn Publik: 8 378 Domare: Fabio Verissimo (Portugal) |
| 19:00 UTC+3 | 19:00 UTC+3 |                          |                 |                                        | Tallinn Publik: 8 378 Domare: Fabio Verissimo (Portugal) | Tallinn Publik: 8 378 Domare: Fabio Verissimo (Portugal) |

| 6           | 8 juni 2019 | Vitryssland | 0 – 2           | Tyskland                      | Borisov Arena                                            |                                                          |
| 21:45 UTC+3 | 21:45 UTC+3 |             | (0 – 1) Rapport | 13′ Leroy Sané 62′ Marco Reus | Barysaŭ Publik: 12 510 Domare: Srđan Jovanović (Serbien) | Barysaŭ Publik: 12 510 Domare: Srđan Jovanović (Serbien) |
| 21:45 UTC+3 | 21:45 UTC+3 |             |                 |                               | Barysaŭ Publik: 12 510 Domare: Srđan Jovanović (Serbien) | Barysaŭ Publik: 12 510 Domare: Srđan Jovanović (Serbien) |
| 21:45 UTC+3 | 21:45 UTC+3 |             |                 |                               | Barysaŭ Publik: 12 510 Domare: Srđan Jovanović (Serbien) | Barysaŭ Publik: 12 510 Domare: Srđan Jovanović (Serbien) |

| 7           | 11 juni 2019 | Vitryssland | 0 – 1           | Nordirland       | Borisov Arena                                            |                                                          |
| 21:45 UTC+3 | 21:45 UTC+3  |             | (0 – 0) Rapport | 86′ Paddy McNair | Barysaŭ Publik: 5 520 Domare: Harald Lechner (Österrike) | Barysaŭ Publik: 5 520 Domare: Harald Lechner (Österrike) |
| 21:45 UTC+3 | 21:45 UTC+3  |             |                 |                  | Barysaŭ Publik: 5 520 Domare: Harald Lechner (Österrike) | Barysaŭ Publik: 5 520 Domare: Harald Lechner (Österrike) |
| 21:45 UTC+3 | 21:45 UTC+3  |             |                 |                  | Barysaŭ Publik: 5 520 Domare: Harald Lechner (Österrike) | Barysaŭ Publik: 5 520 Domare: Harald Lechner (Österrike) |

| 8           | 11 juni 2019 | Tyskland | 8 – 0           | Estland | Opel Arena                                           |                                                      |
| 20:45 UTC+2 | 20:45 UTC+2  | Marco Reus 10′, 37′ Serge Gnabry 17′, 32′ Leon Goretzka 20′ İlkay Gündoğan 26′ (str.) Timo Werner 79′ Leroy Sané 88′ | (5 – 0) Rapport |         | Mainz Publik: 26 050 Domare: Ali Palabıyık (Turkiet) | Mainz Publik: 26 050 Domare: Ali Palabıyık (Turkiet) |
| 20:45 UTC+2 | 20:45 UTC+2  | |                 |         | Mainz Publik: 26 050 Domare: Ali Palabıyık (Turkiet) | Mainz Publik: 26 050 Domare: Ali Palabıyık (Turkiet) |
| 20:45 UTC+2 | 20:45 UTC+2  | |                 |         | Mainz Publik: 26 050 Domare: Ali Palabıyık (Turkiet) | Mainz Publik: 26 050 Domare: Ali Palabıyık (Turkiet) |

| 9           | 6 september 2019 | Estland        | 1 – 2           | Vitryssland                            | A. Le Coq Arena                                         |                                                         |
| 19:00 UTC+3 | 19:00 UTC+3      | Erik Sorga 54′ | (0 – 0) Rapport | 48′ Nikita Naumov 90+2′ Maksim Skavysh | Tallinn Publik: 7 314 Domare: Alain Durieux (Luxemburg) | Tallinn Publik: 7 314 Domare: Alain Durieux (Luxemburg) |
| 19:00 UTC+3 | 19:00 UTC+3      |                |                 |                                        | Tallinn Publik: 7 314 Domare: Alain Durieux (Luxemburg) | Tallinn Publik: 7 314 Domare: Alain Durieux (Luxemburg) |
| 19:00 UTC+3 | 19:00 UTC+3      |                |                 |                                        | Tallinn Publik: 7 314 Domare: Alain Durieux (Luxemburg) | Tallinn Publik: 7 314 Domare: Alain Durieux (Luxemburg) |

| 10          | 6 september 2019 | Tyskland                              | 2 – 4           | Nederländerna                                                                           | Volksparkstadion                                            |                                                             |
| 20:45 UTC+2 | 20:45 UTC+2      | Serge Gnabry 9′ Toni Kroos 73′ (str.) | (1 – 0) Rapport | 59′ Frenkie de Jong 66′ (sjm.) Jonathan Tah 79′ Donyell Malen 90+1′ Georginio Wijnaldum | Hamburg Publik: 51 299 Domare: Artur Soares Dias (Portugal) | Hamburg Publik: 51 299 Domare: Artur Soares Dias (Portugal) |
| 20:45 UTC+2 | 20:45 UTC+2      |                                       |                 |                                                                                         | Hamburg Publik: 51 299 Domare: Artur Soares Dias (Portugal) | Hamburg Publik: 51 299 Domare: Artur Soares Dias (Portugal) |
| 20:45 UTC+2 | 20:45 UTC+2      |                                       |                 |                                                                                         | Hamburg Publik: 51 299 Domare: Artur Soares Dias (Portugal) | Hamburg Publik: 51 299 Domare: Artur Soares Dias (Portugal) |

| 11          | 9 september 2019 | Estland | 0 – 4           | Nederländerna                                                 | A. Le Coq Arena                                       |                                                       |
| 21:45 UTC+3 | 21:45 UTC+3      |         | (0 – 2) Rapport | 17′, 48′ Ryan Babel 76′ Memphis Depay 87′ Georginio Wijnaldum | Tallinn Publik: 11 006 Domare: Serhiy Boyko (Ukraina) | Tallinn Publik: 11 006 Domare: Serhiy Boyko (Ukraina) |
| 21:45 UTC+3 | 21:45 UTC+3      |         |                 |                                                               | Tallinn Publik: 11 006 Domare: Serhiy Boyko (Ukraina) | Tallinn Publik: 11 006 Domare: Serhiy Boyko (Ukraina) |
| 21:45 UTC+3 | 21:45 UTC+3      |         |                 |                                                               | Tallinn Publik: 11 006 Domare: Serhiy Boyko (Ukraina) | Tallinn Publik: 11 006 Domare: Serhiy Boyko (Ukraina) |

| 12          | 9 september 2019 | Nordirland | 0 – 2           | Tyskland                                  | Windsor Park                                            |                                                         |
| 19:45 UTC+1 | 19:45 UTC+1      |            | (0 – 0) Rapport | 48′ Marcel Halstenberg 90+3′ Serge Gnabry | Belfast Publik: 18 326 Domare: Daniele Orsato (Italien) | Belfast Publik: 18 326 Domare: Daniele Orsato (Italien) |
| 19:45 UTC+1 | 19:45 UTC+1      |            |                 |                                           | Belfast Publik: 18 326 Domare: Daniele Orsato (Italien) | Belfast Publik: 18 326 Domare: Daniele Orsato (Italien) |
| 19:45 UTC+1 | 19:45 UTC+1      |            |                 |                                           | Belfast Publik: 18 326 Domare: Daniele Orsato (Italien) | Belfast Publik: 18 326 Domare: Daniele Orsato (Italien) |

| 13          | 10 oktober 2019 | Vitryssland | 0 – 0   | Estland | Dinamostadion                                            |                                                          |
| 19:00 UTC+3 | 19:00 UTC+3     |             | Rapport |         | Minsk Publik: 11 300 Domare: Ricardo de Burgos (Spanien) | Minsk Publik: 11 300 Domare: Ricardo de Burgos (Spanien) |
| 19:00 UTC+3 | 19:00 UTC+3     |             |         |         | Minsk Publik: 11 300 Domare: Ricardo de Burgos (Spanien) | Minsk Publik: 11 300 Domare: Ricardo de Burgos (Spanien) |
| 19:00 UTC+3 | 19:00 UTC+3     |             |         |         | Minsk Publik: 11 300 Domare: Ricardo de Burgos (Spanien) | Minsk Publik: 11 300 Domare: Ricardo de Burgos (Spanien) |

| 14          | 10 oktober 2019 | Nederländerna                               | 3 – 1           | Nordirland        | Feijenoordstadion                                           |                                                             |
| 20:45 UTC+2 | 20:45 UTC+2     | Memphis Depay 81′, 90+4′ Luuk de Jong 90+1′ | (0 – 0) Rapport | 75′ Josh Magennis | Rotterdam Publik: 41 348 Domare: Benoît Bastien (Frankrike) | Rotterdam Publik: 41 348 Domare: Benoît Bastien (Frankrike) |
| 20:45 UTC+2 | 20:45 UTC+2     |                                             |                 |                   | Rotterdam Publik: 41 348 Domare: Benoît Bastien (Frankrike) | Rotterdam Publik: 41 348 Domare: Benoît Bastien (Frankrike) |
| 20:45 UTC+2 | 20:45 UTC+2     |                                             |                 |                   | Rotterdam Publik: 41 348 Domare: Benoît Bastien (Frankrike) | Rotterdam Publik: 41 348 Domare: Benoît Bastien (Frankrike) |

| 15          | 13 oktober 2019 | Vitryssland          | 1 – 2           | Nederländerna                | Dinamostadion                                                   |                                                                 |
| 19:00 UTC+3 | 19:00 UTC+3     | Stanislaŭ Drahun 54′ | (0 – 2) Rapport | 32′, 41′ Georginio Wijnaldum | Minsk Publik: 21 639 Domare: Anastasios Sidiropoulos (Grekland) | Minsk Publik: 21 639 Domare: Anastasios Sidiropoulos (Grekland) |
| 19:00 UTC+3 | 19:00 UTC+3     |                      |                 |                              | Minsk Publik: 21 639 Domare: Anastasios Sidiropoulos (Grekland) | Minsk Publik: 21 639 Domare: Anastasios Sidiropoulos (Grekland) |
| 19:00 UTC+3 | 19:00 UTC+3     |                      |                 |                              | Minsk Publik: 21 639 Domare: Anastasios Sidiropoulos (Grekland) | Minsk Publik: 21 639 Domare: Anastasios Sidiropoulos (Grekland) |

| 16          | 13 oktober 2019 | Estland | 0 – 3           | Tyskland                                                 | A. Le Coq Arena                                           |                                                           |
| 21:45 UTC+3 | 21:45 UTC+3     |         | (0 – 0) Rapport | 51′ İlkay Gündoğan 57′ (sjm.) Karol Mets 71′ Timo Werner | Tallinn Publik: 12 062 Domare: Georgi Kabakov (Bulgarien) | Tallinn Publik: 12 062 Domare: Georgi Kabakov (Bulgarien) |
| 21:45 UTC+3 | 21:45 UTC+3     |         |                 |                                                          | Tallinn Publik: 12 062 Domare: Georgi Kabakov (Bulgarien) | Tallinn Publik: 12 062 Domare: Georgi Kabakov (Bulgarien) |
| 21:45 UTC+3 | 21:45 UTC+3     |         |                 |                                                          | Tallinn Publik: 12 062 Domare: Georgi Kabakov (Bulgarien) | Tallinn Publik: 12 062 Domare: Georgi Kabakov (Bulgarien) |

| 17          | 16 november 2019 | Tyskland                                                  | 4 – 0           | Vitryssland | Borussia-Park                                                 |                                                               |
| 20:45 UTC+1 | 20:45 UTC+1      | Matthias Ginter 41′ Leon Goretzka 49′ Toni Kroos 55′, 83′ | (1 – 0) Rapport |             | Mönchengladbach Publik: 33 164 Domare: Orel Grinfeld (Israel) | Mönchengladbach Publik: 33 164 Domare: Orel Grinfeld (Israel) |
| 20:45 UTC+1 | 20:45 UTC+1      |                                                           |                 |             | Mönchengladbach Publik: 33 164 Domare: Orel Grinfeld (Israel) | Mönchengladbach Publik: 33 164 Domare: Orel Grinfeld (Israel) |
| 20:45 UTC+1 | 20:45 UTC+1      |                                                           |                 |             | Mönchengladbach Publik: 33 164 Domare: Orel Grinfeld (Israel) | Mönchengladbach Publik: 33 164 Domare: Orel Grinfeld (Israel) |

| 18          | 16 november 2019 | Nordirland | 0 – 0   | Nederländerna | Windsor Park                                            |                                                         |
| 19:45 UTC±0 | 19:45 UTC±0      |            | Rapport |               | Belfast Publik: 18 404 Domare: Szymon Marciniak (Polen) | Belfast Publik: 18 404 Domare: Szymon Marciniak (Polen) |
| 19:45 UTC±0 | 19:45 UTC±0      |            |         |               | Belfast Publik: 18 404 Domare: Szymon Marciniak (Polen) | Belfast Publik: 18 404 Domare: Szymon Marciniak (Polen) |
| 19:45 UTC±0 | 19:45 UTC±0      |            |         |               | Belfast Publik: 18 404 Domare: Szymon Marciniak (Polen) | Belfast Publik: 18 404 Domare: Szymon Marciniak (Polen) |

| 19          | 19 november 2019 | Tyskland                                                              | 6 – 1           | Nordirland       | Commerzbank-Arena                                                  |                                                                    |
| 20:45 UTC+1 | 20:45 UTC+1      | Serge Gnabry 19′, 47′, 60′ Leon Goretzka 43′, 73′ Julian Brandt 90+1′ | (2 – 1) Rapport | 7′ Michael Smith | Frankfurt Publik: 42 855 Domare: Carlos del Cerro Grande (Spanien) | Frankfurt Publik: 42 855 Domare: Carlos del Cerro Grande (Spanien) |
| 20:45 UTC+1 | 20:45 UTC+1      |                                                                       |                 |                  | Frankfurt Publik: 42 855 Domare: Carlos del Cerro Grande (Spanien) | Frankfurt Publik: 42 855 Domare: Carlos del Cerro Grande (Spanien) |
| 20:45 UTC+1 | 20:45 UTC+1      |                                                                       |                 |                  | Frankfurt Publik: 42 855 Domare: Carlos del Cerro Grande (Spanien) | Frankfurt Publik: 42 855 Domare: Carlos del Cerro Grande (Spanien) |

| 20          | 19 november 2019 | Nederländerna                                                   | 5 – 0           | Estland | Johan Cruijff Arena                                     |                                                         |
| 20:45 UTC+1 | 20:45 UTC+1      | Georginio Wijnaldum 6′, 66′, 79′ Nathan Aké 19′ Myron Boadu 87′ | (2 – 0) Rapport |         | Amsterdam Publik: 50 386 Domare: Davide Massa (Italien) | Amsterdam Publik: 50 386 Domare: Davide Massa (Italien) |
| 20:45 UTC+1 | 20:45 UTC+1      |                                                                 |                 |         | Amsterdam Publik: 50 386 Domare: Davide Massa (Italien) | Amsterdam Publik: 50 386 Domare: Davide Massa (Italien) |
| 20:45 UTC+1 | 20:45 UTC+1      |                                                                 |                 |         | Amsterdam Publik: 50 386 Domare: Davide Massa (Italien) | Amsterdam Publik: 50 386 Domare: Davide Massa (Italien) |